# Sewerny Westnik

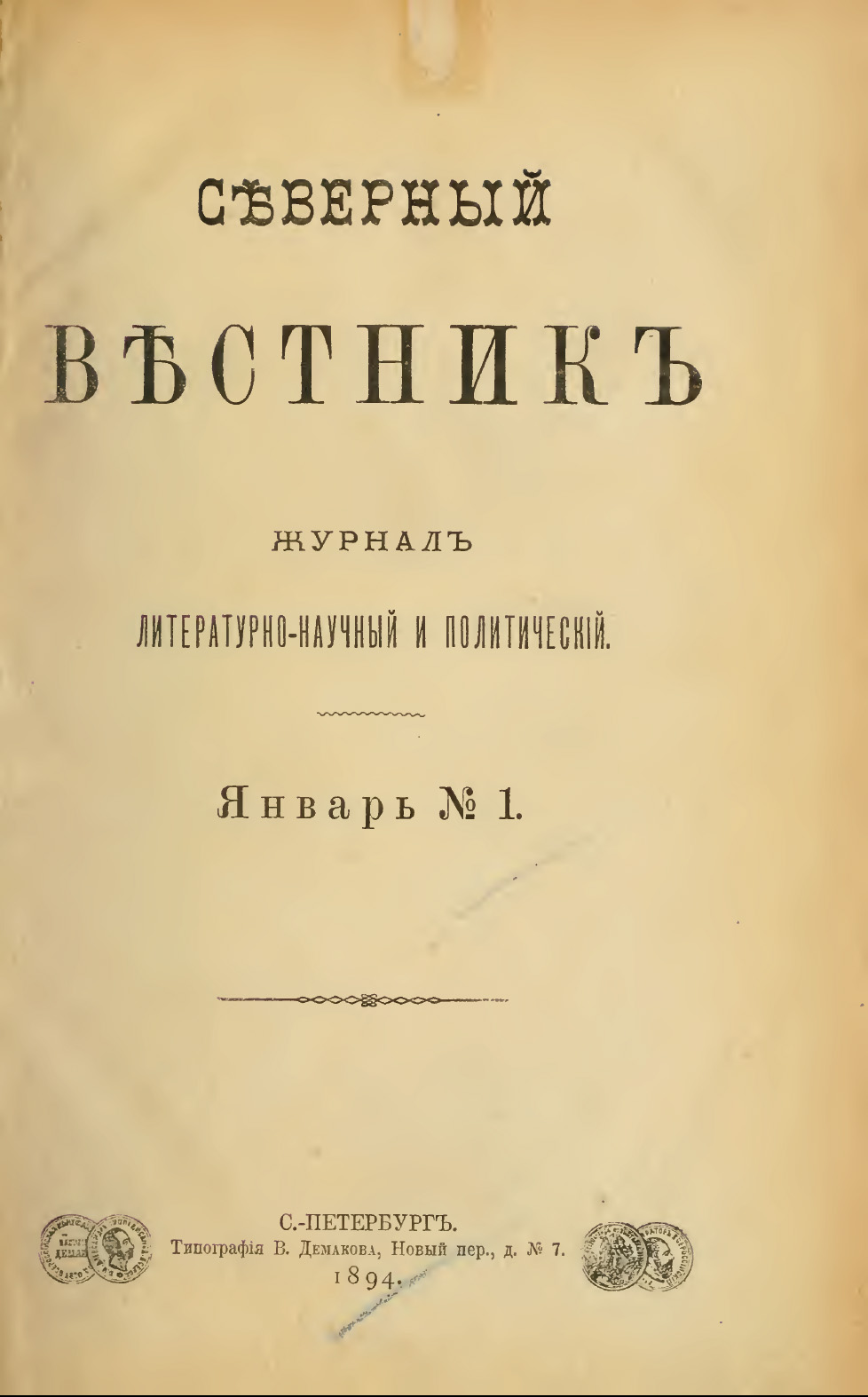
Sewerny Westnik. Titelblatt des Januarheftes 1894

Sewerny Westnik bzw. in wissenschaftlicher Transkription Sěvernyj Vestnik, (russisch Северный Вестник bzw. in Originalschreibung bis 1918 Сѣверный Вѣстникъ, deutsch Nördlicher Bote oder auch Nordischer Bote) war eine russische Monatszeitschrift, die von September 1885 bis Dezember 1898 in Sankt Petersburg erschien. Im Untertitel führte sie die Bezeichnung „Zeitschrift für Literatur, Politik und Gesellschaft“. Viele Werke bekannter russischer Autoren, die sich auch immer als Journalist verstanden, wie beispielsweise Leo Tolstoi, Alexander Puschkin, Fjodor Dostojewski oder Anton Tschechow wurden hier, zumindest in Teilen, erstveröffentlicht. Dem Nördlichen Boten gereicht es als ein Verdienst, die russische Moderne in Vermittlung und im Austausch mit zentraleuropäischer Literatur und Kunst aktiviert zu haben, indem sie viele zeitgenössische Dichter mitteleuropäischer Provenienz in russischer Übersetzung veröffentlichte.
Sein Name leitet sich von dem russischen kulturellen Selbstverständnis ab, dass das traditionell westlich orientierte Sankt Petersburg bezogen auf Russland als weit nördlich gelegen empfunden wird.
Der erste Band der Zeitschrift (noch ohne Jahreszählung) erstreckte sich von Heft 1–4 (September–Dezember) 1885 bis Dezember 1886 (insges. 12 Monatshefte). In den Jahren 1885 bis 1897 erschienen ausschließlich Monatshefte. Im letzten Erscheinungsjahr 1898, bevor die Ausgabe wegen stark rückläufiger Leserzahlen eingestellt wurde, erschienen die Hefte 1–5 als "normale" Monatshefte, die restlichen (bei gleicher bzw. gar etwas geringerer Seitenzahl als die vorherigen Monatshefte) als Doppelhefte 6/7 und 8/9 sowie Vierteljahresheft 10/12.

## Geschichte
Sewerny Westnik oder Nordischer Bote trat die Nachfolge der Zeitschrift Otetschestwennye Sapiski (Vaterländische Annalen) an, deren Erscheinen 1884 die Zensur verboten hatte. Das Redaktionsteam der Vaterländischen Annalen bildete in nahezu vollständig gleich gebliebener, "alter" Besetzung auch die Redaktion des "neuen" Nordischen Boten. Parallel dazu war 1880 bereits Русская мысль („Russischer Gedanke“) auf den Markt gekommen, das einen ähnlich liberalen Ansatz wie der Nordische Bote verfolgte. Zwei weitere Blätter, Вестник Европы („Europas Bote“) und Русское богатство („Russischer Schatz“ bzw. „Russischer Reichtum“) aus ebendieser Zeit erschienen sogar noch bis ins 20. Jahrhundert hinein.
1885 gründete Antonina Sabaschnikowa verh. Jewreinowa den Sewerny Westnik als Zeitschrift für Literatur, Politik und Gesellschaft, die Anna Jewreinowa fünf Jahre lang herausgab und redigierte, bis Sabaschnikowa 1890 die Zeitung verkaufen musste. In ihrer Erstausgabe titulierten die beiden Frauen die Ziele der Zeitschrift als „volksnah und den untersten Schichten der russischen Bevölkerung verpflichtet“.
Ab Januar 1891 übernahmen Ljubow Gurewitsch und Akim L. Wolynskij die Leitung des Heftes. Es wurde jetzt federführend für neuste westeuropäische Philosophie sowie das Œuvre russischer Symbolisten. 1898 wurde das Projekt vor allem aus wirtschaftlichen Gründen, aber auch wegen seit zwei Jahren verschärften Zensurbedingungen aufgegeben. Die Anzahl der Abonnenten, die 1895 noch bei weit über 4000 gelegen hatte, brach zuletzt ein, weil durch die Übernahme eines anderen Blattes die Auslieferung nicht mehr zeitnah erfolgen konnte.
Als ein Nachfolgeorgan des Sewerny Westnik erschien ab 1899 Mir Iskusstwa (Welt der Kunst), zu dem in der vorletzten Ausgabe des Sewerny Westnik eine umfangreiche Rezension erschienen war. Herausgeber des Nachfolgeorgans wurde Akim Wolynskij.
Vollständige Jahrgänge des Sewerny Westnik sind außerhalb Russlands nur selten überkommen, und das insbesondere an auf Slavistik spezialisierten Universitätsinstituten. Die Finnische Nationalbibliothek, die in der Zarenzeit das Recht auf Pflichtexemplare erhalten hatte, überbrückt Lücken mit Mikrofilm. Einigermaßen vollständig in Deutschland sind die Sammlungen der Slavischen Institute der Ruprecht-Karls-Universität Heidelberg, der Universität Köln und des Instituts für Osteuropäische Geschichte der Eberhard Karls Universität Tübingen. Inzwischen gibt es fast alle Monatsbände des Nordischen Boten als digitale Ausgabe.

## Aufbau
Der Umfang einer jeden Ausgabe betrug 500 Seiten und mehr pro Band; die Ausgaben waren nicht illustriert.
Jede Ausgabe des Sěvernyj Vestnik gliedert sich in zwei Abteilungen. Im ersten Teil finden sich Romane in Fortsetzung, dazu Erzählungen, Theaterstücke, Gedichte, Essays, philosophische Abhandlungen, Kulturberichte, Nachrufe etc. Im Teil II fand der Leser zum Teil umfangreiche Beträge mit russisch-regionalem Bezug: so zum Beispiel über den Kapitalismus im Dorfe, die Anfänge der Industrialisierung im Kohlebergbau und der Erdölgewinnung oder die Situation der Frau im Osten des Reiches.
Zu den besonderen Meriten des Heftes gehört die erstmals in Russland herausgegebene Wiedergabe der Schriften von Søren Kierkegaard sowie von und über Arthur Schopenhauer, Friedrich Nietzsche sowie viele Buchbesprechungen der Werke von Henrik Ibsen, August Strindberg, Charles Baudelaire, Guy de Maupassant, Edgar Allan Poe und nicht zuletzt Gerhart Hauptmann. Aus Polen erschienen die sehr beliebten Werke von Henryk Sienkiewicz sowie von Stefan Żeromski und Bolesław Prus. Um dem selbstgesteckten allumfassenden Anspruch gerecht zu werden, gehörte auch Trivialliteratur zum regelmäßigen Thema. In der Bewertung der Zeitschrift wird ihr eklektizistische Kraft zugesprochen.